# Sully (film)
Sully, även känd som Sully: Miracle on the Hudson, är en amerikansk biografisk dramafilm från 2016, regisserad av Clint Eastwood och skriven av Todd Komarnicki, baserad på 2009 års självbiografi Highest Duty av Chesley "Sully" Sullenberger och Jeffrey Zaslow. 
Tom Hanks spelar Sullenberger, med Aaron Eckhart, Laura Linney, Anna Gunn, Autumn Reeser, Holt McCallany, Jamey Sheridan och Jerry Ferrara i biroller. Filmen följer Sullenbergers nödlandning av US Airways flight 1549 i januari 2009 på Hudsonfloden, där alla 155 passagerare och besättning överlevde – de flesta lider endast mindre skador – och den efterföljande publiciteten och utredningen.